# Ansiei
Az Ansiei (cadorei ladin nyelvjárásban Ansiàn) egy természetes vízfolyás, hegyi patak (torrente), majd folyó Észak-Olaszországban, Belluno megye területén, a Keleti-Dolomitokban, Cadore tájegységben. A Piave folyó jobb oldali mellékfolyója.

## Fekvése
Az Ansiei patak az Antorno-tóból ered, és annak lefolyását is képezi. Ez a kis láptó a Drei Zinnen (Tre Cime di Lavaredo) hármas hegycsoport nyugati lábánál fekszik. A tóból kilépve az Ansiei Misurina községhez érkezik, táplálva az azonos nevű tavat.
A Misurina-tóból kilépve az Ansiei folyó végighalad az Ansiei-völgy teljes hosszán. Auronzo di Cadore városnál, ahol a folyót gáttal felduzzasztották, kialakult a mesterséges Szent Katalin-tó (vagy Auronzói-tó). A gát alatt a folyó már szabályozottan lép ki a tóból. Az Ansiei-völgy legalsó szakasza a Piave völgyébe torkollik, a folyó a Vigo di Cadore községhez tartozó Treponti falu mellett ömlik a Piavéba.
Az Ansiei a Piave egyik legjelentősebb mellékfolyója. Vízgyűjtő területe 240,7 km² kiterjedésű, vízhozama 8,25 m³/s nagyságú.
Az Ansiei folyót tápláló fontosabb vízfolyások: bal oldali mellékfolyója elsősorban a Sexteni-Dolomitokból érkező Marzòn-patak (torrente Marzòn), amelynek medre gyakran kiszárad, a felső szakaszán túlzott mértékű vízkivételek miatt. Jobb oldali mellékvize Rin-völgyi patak (rio Val da Rin / Valle da Rin). Az Ansieit tápláló további tápláló hegyi patakok neve: Rudavoi, rio Valle San Vito, Giralba és Diebba.